# Drypta distincta
Drypta distincta é uma espécie de insetos coleópteros pertencente à família Carabidae.
A autoridade científica da espécie é P. Rossi, tendo sido descrita no ano de 1792.
Trata-se de uma espécie presente no território português.